# Remina Chiba
Remina Chiba  (千葉玲海菜?, Chiba Remina), (Prefettura di Fukushima, 30 aprile 1999) è una calciatrice giapponese, attaccante dell'Eintracht Francoforte e della nazionale giapponese.

## Carriera

### Gli inizi e club
Remina si avvicina al calcio fin da giovanissima, iniziando l'attività nel 2005 nel Suzukake SSS e rimanendovi fino al 2011. L'anno successivo si trasferisce al Liberdart Iwaki, indossando la loro maglia fino al 2014.
Dal 2015 frequenta la Fujieda Junshin Junior & Senior High School, affiancando all'impegno scolastico quello agonistico giocando per la squadra di calcio femminile dell'istituto fino al diploma, conseguito nel 2017. In quello stesso anno scende in campo come capitano, contribuendo inoltre alla prima vittoria della scuola al 26º campionato di calcio femminile delle scuole superiori giapponesi.
Nell'aprile 2018 inizia a frequentare l'Università di Tsukuba, continuando anche qui l'attività come calciatrice. Nello stesso anno viene anche messa sotto contratto dal JEF United, club che la fa debuttare in Nadeshiko League 1 impiegandola in 6 incontri di campionato tra il 2019 e il 2020.
Con la riforma della struttura del campionato giapponese e l'introduzione della Women Empowerment League come livello di vertice, e primo torneo professionistico, del campionato giapponese femminile di calcio, torneo che si svolge da autunno alla primavera dell'anno seguente, Remina ha spazio per giocare nella squadra di calcio femminile universitario dell'ateneo, marcando 3 presenze, una nel 2020 e due nel 2021, in Coppa dell'imperatrice.
Nel marzo 2022, dopo aver conseguito la laurea ed essere entrata ufficialmente a far parte del JJEF United, ha fatto la sua prima apparizione in WE League alla 12ª giornata del campionato 2021-2022, andando a segno per la prima volta due giornate più tardi e siglando 4 reti in tre partite consecutive. Il 24 settembre dello stesso anno subisce un grave infortunio in allenamento, venendole diagnosticata una lesione al legamento crociato anteriore del ginocchio destro.
Il 10 gennaio 2024 viene annunciato il suo trasferimento all'Eintracht Francoforte per la sua prima esperienza all'estero, firmando un contratto che la lega al club tedesco fino al 30 giugno 2026.

## Statistiche

### Presenze e reti nei club
Statistiche (parziali) aggiornate al 12 novembre 2024.
| Stagione                     | Squadra                      | Campionato                   | Campionato | Campionato | Coppe nazionali | Coppe nazionali | Coppe nazionali | Coppe internazionali | Coppe internazionali | Coppe internazionali | Altre coppe | Altre coppe | Altre coppe | Totale | Totale |
| Stagione                     | Squadra                      | Comp                         | Pres       | Reti       | Comp            | Pres            | Reti            | Comp                 | Pres                 | Reti                 | Comp        | Pres        | Reti        | Pres   | Reti   |
| ---------------------------- | ---------------------------- | ---------------------------- | ---------- | ---------- | --------------- | --------------- | --------------- | -------------------- | -------------------- | -------------------- | ----------- | ----------- | ----------- | ------ | ------ |
| Gen.-giu. 2024               | Eintracht Francoforte        | BL                           | 12         | 2          | CG              | 2               | 0               | UWCL                 | -                    | -                    | -           | -           | -           | 14     | 2      |
| 2024-2025                    | Eintracht Francoforte        | BL                           | 8          | 4          | CG              | 1               | 1               | UWCL                 | 2                    | 2                    | -           | -           | -           | 11     | 7      |
| Totale Eintracht Francoforte | Totale Eintracht Francoforte | Totale Eintracht Francoforte | 20         | 6          | -               | 3               | 1               | -                    | 2                    | 2                    | -           | -           | -           | 25     | 9      |
| Totale carriera              | Totale carriera              | Totale carriera              | .          | .          | -               | .               | .               | -                    | .                    | .                    | -           | -           | -           | .      | .      |

## Palmarès

### Nazionale
- Campionato femminile di calcio della Federazione calcistica dell'Asia orientale: 1

2022
- SheBelieves Cup: 1

2025